# 5 tháng 7
Ngày 5 tháng 7 là ngày thứ 186 (187 trong năm nhuận) trong lịch Gregory. Còn 179 ngày trong năm.

## Sự kiện
- 1833 – Lê Văn Khôi cùng 27 lính Bắc thuận Hồi lương làm binh biến chiếm thành Phiên An, phát triển thành cuộc nổi dậy Lê Văn Khôi.
- 1885 – Tôn Thất Thuyết chỉ huy quân Nguyễn tấn công quân Pháp đóng ở kinh thành Huế, kết quả quân Nguyễn thất bại hoàn toàn.
- 1943 – Chiến tranh thế giới thứ hai: Các lực lượng Đức bắt đầu tiến hành tổng công kích Liên Xô trong trận Vòng cung Kursk.
- 1950 – Chiến tranh Triều Tiên: Lục quân Hoa Kỳ và Quân đội Nhân dân Triều Tiên giao chiến lần đầu tiên trong trận Osan.
- 1975 – Arthur Ashe trở thành nam giới da đen đầu tiên giành được danh hiệu vô địch nội dung đơn tại Giải Vô địch Wimbledon.
- 1977 – Muhammad Zia-ul-Haq lật đổ thủ tướng Pakistan Zulfikar Ali Bhutto trong một cuộc đảo chính quân sự.
- 2009 – Hàng loạt vụ náo loạn bạo lực xảy ra tại Urumqi, Tân Cương, Trung Quốc, khiến 197 người thiệt mạng theo số liệu chính thức.

## Sinh
- 182 – Tôn Quyền, vi quân chủ đầu tiên của nước Ngô thời Tam Quốc trong (m. 252)
- 1818 – Nguyễn Phúc Hòa Thục, phong hiệu Vĩnh An Công chúa, công chúa con vua Minh Mạng (m. 1893).
- 1888 – Herbert Spencer Gasser, nhà sinh lý học Hoa Kỳ được nhận giải Nobel (m. 1963)
- 1911 – Georges Pompidou, nhà chính trị người Pháp (m. 1974)
- 1979 - Shane Filan, ca sĩ người Iceland, thành viên nhóm nhạc Westlife.
- 1987 – 
  - Ji Chang–wook, diễn viên Hàn Quốc
  - Trần Hiểu, diễn viên người Trung Quốc
- 1989 – Sean O'Pry, người mẫu người Mỹ
- 1991 - Miu Lê, nữ ca sĩ người Việt Nam
- 1994 – Sơn Tùng M-TP, ca sĩ nhạc trẻ Việt Nam
- 1995 – Hyuk, ca sĩ, thành viên nhóm nhạc VIXX
- 1999 - Kang Hye-won, thành viên nhóm nhạc nữ IZ*ONE

## Mất
- 1867 – Phan Thanh Giản, một quan đại thần nhà Nguyễn.
- 1875 – Nguyễn Phúc Hồng Diêu, tước phong Phú Lương công, hoàng tử con vua Thiệu Trị (s. 1845).
- 2002 – Lê Trung Trực, Chuẩn tướng Quân lực Việt Nam Cộng hòa (s. 1927)
- 2008 – Hòa thượng Thích Huyền Quang (s. 1919), lãnh đạo Phật giáo Việt Nam.
- 2009 – Phùng Há, nữ diễn viên cải lương người Việt gốc Hoa, được phong tặng danh hiệu Nghệ sĩ Nhân dân năm 1984 (s. 30/4/1911)